# Tony Britt
Tony Britts (Anthony Menson Amuah, Ghana, 24 de noviembre de 1955 - Londres, Junio de 1988 ) fue un actor e instructor de fitness ghanés-británico. Es conocido por su ocupación como instructor de fitness, apareciendo en el programa de desayuno de la BBC  as Fit.

## Vida
Nacido en Ghana, Tony emigró a Londres cuando era niño, donde creció y pasó la mayor parte de su vida. Siguió una carrera como instructor físico y actor, habiéndose desempeñado como actor en la serie de televisión "Jungle ", en la cadena de televisión BBC en 1982 (apareciendo en 7 episodios como el personaje de Gary). En 1983 actuó en un documental emitido en la cadena de televisión de la BBC, " Las Cleopatras "; contó con un papel secundario como bailarín en uno de los episodios de la serie.
En 1984 se incorporó al programa Breakfast de la BBC donde, una vez por semana, presentaba instrucciones sobre ejercicios físicos para realizar en casa. En aquel momento, no era un cuadro que atrajera mucho la atención del público. En 2020, sin embargo, en medio de la cuarentena generada por la pandemia por el COVID-19, la BBC comenzó a publicar diversos contenidos en su archivo histórico,  entre ellos, una serie de videos con las clases de Tony, los mismos que se difundieron por internet, conllevando gran atención por parte de los medios de comunicación y el público.
Britts actuó también en el filme "Death Wish 3" en 1985, asumiendo el personaje, de poco protagonismo, Tulio. Siendo esta su última aparición artística.
Poco se sabe sobre la vida personal del actor. Acerca de su sexualidad, se declaró públicamente como homosexual; pero no hay información sobre sus parejas ni vida familiar.

## Muerte
Britts falleció a mediados de junio de 1988, siendo víctima de complicaciones relacionadas con el SIDA.

## Películas y series
| Año  | Título original   | Papel                                      |
| ---- | ----------------- | ------------------------------------------ |
| 1982 | Jangles           | Personaje Gary, durante 7 episodios.J      |
| 1983 | Las Cleopatras    | Interpretó a una bailarina en un episodio. |
| 1985 | Deseo de muerte 3 | Personaje Tulio                            |